# Curling agli VIII Giochi asiatici invernali
Le competizioni di curling agli VIII Giochi asiatici invernali si sono svolte dal 18 al 24 febbraio 2017 al Sapporo Curling Stadium di Sapporo, in Giappone.

## Podi
| Evento                      | Oro  | Argento       | Bronzo        |
| Torneo maschile (dettagli)  | Cina | Giappone      | Corea del Sud |
| Torneo femminile (dettagli) | Cina | Corea del Sud | Giappone      |

## Medagliere
| Posiz. | Nazione       | Oro | Argento | Bronzo | Totale |
| ------ | ------------- | --- | ------- | ------ | ------ |
| 1      | Cina          | 2   | 0       | 0      | 2      |
| 2      | Corea del Sud | 0   | 1       | 1      | 2      |
| 2      | Giappone      | 0   | 1       | 1      | 2      |
| Totale | Totale        | 2   | 2       | 2      | 6      |